# Live in London (альбом Блоссом Дири)
Live in London — сборный концертный альбом американской певицы и пианистки Блоссом Дири в двух частях.

## Об альбоме
В середине 1960-х Дири жила в Лондоне и регулярно исполняла песни в клубе Ronnie Scott’s Jazz Club. Первая часть альбома была выпущена в 2002 году, на ней был представлен материал, записанный в июле 1966 года при поддержке ритм-секции басиста Фредди Логана и барабанщика Аллана Гэнли. Вторая часть альбома вышла в 2004 году и содержала материал, записанный в феврале 1966 года при участии басиста Джеффа Клайна и барабанщика Джонни Бэттса, который во многих случаях никогда не появлялся на её студийных пластинках, а также интервью.

## Отзывы критиков
| Live in London            | Live in London  |
| Оценки критиков           | Оценки критиков |
| Источник                  | Оценка          |
| ------------------------- | --------------- |
| AllMusic                  | [ 1 ]           |
| The Penguin Guide to Jazz | [ 2 ]           |

| Live in London, Volume 2  | Live in London, Volume 2 |
| Оценки критиков           | Оценки критиков          |
| Источник                  | Оценка                   |
| ------------------------- | ------------------------ |
| AllMusic                  | [ 3 ]                    |
| The Penguin Guide to Jazz | [ 2 ]                    |

Джейсон Анкени из AllMusic написал: «Девичий, но интимный вокал Дири, вобравший в себя звучание и чувственность поп-музыки эпохи постбитломании с лёгкостью, большей, чем у любой другой джазовой певицы её поколения, идеально передаёт чувственную невинность общества, стоящего на пороге сексуальной революции». «Однако даже песни, исполняемые впервые, сохраняют грацию и утончённость, которые являются её отличительными чертами, а её девичий вокал вызывает неподдельную радость от исполнения, с которым мало кто может сравниться».

## Список композиций

### Live in London
1. «The Grass Is Greener» — 3:05
2. «I Wish You Love» — 5:32
3. «Watch What Happens» — 5:39
4. «Bright Lights, Big City» — 2:34
5. «On Broadway» — 2:50
6. «Sweet Lover No More» — 2:38
7. «Satin Doll» — 6:16
8. «The Great City» — 3:53
9. «I Only Miss Him When I Think of Him» — 5:59
10. «Sweet Georgie Fame» — 3:37
11. «That’s No Joke» — 4:56
12. «You’re Gonna Hear From Me» — 4:30
13. «One Note Samba» — 2:55
14. «Peel Me a Grape» — 4:23
15. «The Shadow of Your Smile» — 5:15
16. «When In Rome (I Do as the Romans)» — 5:11

Длительность: 69:23

### Live in London, Volume 2
1. «Introduction By Ronnie Scott» — 0:29
2. «Put On a Happy Face» — 2:26
3. «You Turn Me On Baby» — 2:35
4. «How Do You Say „Auf Wiedersehn“?» — 4:29
5. «On The Street Where You Live» — 3:57
6. «(Ah, The Apple Tree) When the World Was Young» — 4:10
7. «The Best Is Yet to Come» — 3:17
8. «Wallflower Lonely, Cornflower Blue» — 3:57
9. «Everything I’ve Got» — 6:30
10. «Why Did I Choose You?» — 5:47
11. «Quiet Nights (Corcovado)» — 3:29
12. «Fine Spring Morning» — 3:56
13. «I’ve Got a Lot of Livin' To D» — 2:24
14. «Once Upon a Summertime» — 4:42
15. «That’s My Style» — 3:57
16. «Mad About the Boy» — 5:35
17. «You Fascinate Me So» — 2:32
18. «Les Tompkins interview with Blossom Dearie» — 14:17

Длительность: 78:02

## Участники записи
- Бас — Фредди Логан, Джефф Клайн
- Вокал, фортепиано — Блоссом Дири
- Ударные — Аллан Гэнли, Джонни Бэттс